# Coalwood (West Virginia)
Coalwood ist eine durch Kohleförderung geprägte Siedlung auf gemeindefreiem Gebiet (Unincorporated Community) im McDowell County im US-amerikanischen Bundesstaat West Virginia. Die Volkszählung von 1990 ermittelte eine Bevölkerung von 900 Einwohnern. Die Kohleförderung in Coalwood erreichte ihren Höhepunkt in den 1960er Jahren und endete mit der Einstellung am 1. Oktober 1982. Die Stadt ist Schauplatz des Buches Rocket Boys von Homer Hickam, welches unter dem Namen October Sky verfilmt wurde.

## Geschichte
Coalwood wurde 1905 von George Lafayette Carter gegründet. Er fand große Kohlevorkommen und kaufte 80 km² Land. Er gründete die Bergwerksgesellschaft Carter Coal Company und baute Geschäftsräume, Häuser, eine Schule, Geschäfte und eine Kirche. Carter stellte seinen Arbeitern einen Arzt sowie einen Zahnarzt zur Verfügung.
Im Jahr 1922 verkaufte Carter das Bergwerk an die Consolidation Coal Company. Diese führte Umbaumaßnahmen durch und stellte neue Mitarbeiter in der Kohleförderung ein. 1933 konnte Carter die Gesellschaft nach einer Zahlungsunfähigkeit der Consolidation Coal Company zurückgewinnen. Nach dessen Tod im Jahre 1936 übernahm sein Sohn James die Geschäfte. Er verkaufte die Mine im Jahre 1945 an die Olga Coal Company. 1956 wurde das Bergwerk von Coalwoof mit dem benachbarten Caretta verbunden, wo ebenfalls ein Bergwerk von Olga betrieben wurde. 1959 schließlich stoppte Olga die Kohleförderung über Coalwood, was die Norfolk and Western Railway dazu veranlasste, den Anschluss von Coalwood ans Eisenbahnnetz aufzugeben.
Die Coalwood-Caretta Mine produzierte bis zu ihrer Schließung durchschnittlich eine Million Tonnen Kohle jährlich.
Im Höhepunkt ihrer Entwicklung hatte die Stadt eine Bevölkerung von 2000 Einwohnern.

### Das Ende der Kohleförderung
Auch wenn der Bergbau einfacher wurde, wurde er gefährlicher. Denn die Arbeit wurde nun staubiger und so litten auch mehr Arbeiter unter einer Staublunge, wie auch der spätere Schachtmeister und Betriebsleiter, Homer Hickam, Sr., der Vater von Homer Hickam, Jr. Es ging weiter bergab, als die Stahlgesellschaft alle Coalwoodhäuser außer dem Haus der Hickams verkaufte.
1980 wurde die Olga Coal Company durch die LTV Corporation aufgekauft, welche das Bergwerk in Coalwood 1986 endgültig stilllegte. Die in Coalwood verbliebenen Menschen sind nun auf andere Jobs angewiesen. In der Stadt befinden sich immer noch die alten Werkstätten und Klubhäuser. Trotzdem gibt es viele verlassene Häuser und für die Öffentlichkeit gesperrte Gebiete. Das Kaufhaus der Stadt wurde am 29. März 2008 von dem heutigen Besitzer der historischen Anlagen, Alawest, abgerissen.

## October-Sky-Festival
Im Oktober jedes Jahres beherbergt Coalwood das October-Sky-Festival zur Ehrung der Leistungen der Rocket Boys um Homer Hickam. Die Veranstaltung wird von vielen Wissenschaftlern und Astronauten, sowie auch von Homer Hickam, besucht. Im Jahr 2007 wurde besonders das 50. Jubiläum des ersten künstlichen Satelliten „Sputnik“ gefeiert.